# Europese kampioenschappen zwemmen 1926
De Europese kampioenschappen zwemmen 1926 werden gehouden van 18 tot en met 22 augustus 1926 in Boedapest, Hongarije, op dit kampioenschap stonden alleen onderdelen voor mannen op het programma.

## Podia

### Zwemmen
| Afstand:           | Goud:                                                                          | Tijd    | Zilver:                                                          | Tijd    | Brons:                                               | Tijd    |
| 100 m vrije slag   | István Bárány Hongarije                                                        | 1.01,0  | Arne Borg Zweden                                                 | 1.01,1  | Georg Werner Zweden                                  | 1.03,6  |
| 400 m vrije slag   | Arne Borg Zweden                                                               | 5.14,2  | Herbert Heinrich Duitsland                                       | 5.21,4  | Friedrich Berges Duitsland                           | 5.25,6  |
| 1500 m vrije slag  | Arne Borg Zweden                                                               | 21.29,2 | Friedrich Berges Duitsland                                       | 22.08,2 | Joachim Rademacher Duitsland                         | 22.19,0 |
| 100 m rugslag      | Gustav Fröhlich Duitsland                                                      | 1.16,0  | Károly Bartha Hongarije                                          | 1.16,0  | Eskil Lundahl Zweden                                 | 1.16,2  |
| 200 m schoolslag   | Erich Rademacher Duitsland                                                     | 2.52,6  | Louis Van Parys België                                           | 2.54,8  | Wilhelm Prasse Duitsland                             | 3.00,1  |
| 4×200 m vrije slag | Duitsland August Heitmann Joachim Rademacher Friedrich Berger Herbert Heinrich | 9.57,2  | Hongarije Zoltán Bitskey András Wanié Géza Sigritz István Bárány | 10.03,4 | Zweden Åke Borg Arne Borg Eskil Lundahl Georg Werner | 10.06,4 |

### Schoonspringen
| Afstand:   | Goud:                 | Score  | Zilver:                 | Score  | Brons:                            | Score  |
| 3 m plank  | Arthur Mund Duitsland | 186,42 | Josef Lechnir Duitsland | 173,52 | Július Balasz Tsjechoslowakije    | 164,72 |
| 10 m toren | Hans Luber Duitsland  | 112,84 | Helge Öberg Zweden      | 107,60 | Albert Knight Verenigd Koninkrijk | 101,60 |

## Medaillespiegel
| Plaats | Land                | Goud | Zilver | Brons | Totaal |
| 1      | Duitsland           | 5    | 3      | 3     | 11     |
| 2      | Zweden              | 2    | 2      | 2     | 6      |
| 3      | Hongarije           | 1    | 2      | 0     | 4      |
| 4      | België              | 0    | 1      | 0     | 1      |
| 5      | Tsjechoslowakije    | 0    | 0      | 1     | 1      |
| 5      | Verenigd Koninkrijk | 0    | 0      | 1     | 1      |
| Totaal | Totaal              | 8    | 8      | 8     | 24     |